# Nasry Asfura
Nasry Juan Asfura Zablah (Tegucigalpa, 8 de junho de 1958), também conhecido como Tito Asfura, é um político hondurenho. Foi deputado do Congresso Nacional de Honduras em representação do Partido Nacional de Honduras por Francisco Morazán e serviu como prefeito de Tegucigalpa entre 2014 a 2022.  
Nasry Asfura foi incluído na lista Sachamama de 2020 dos 100 latinos mais influentes, endossada por organizações internacionais.

## Corrupção
Foi indiciado pela justiça hondurenha em 2020 por desvio de dinheiro público e lavagem de dinheiro, sendo acusado de ter desviado em seu próprio benefício mais de 28 milhões de lempiras. O judiciário apreendeu nove imóveis e três empresas de sua propriedade. No entanto, o tribunal hondurenho ordenou a rejeição das acusações de inocência.
No início de outubro de 2021, Asfura foi listado nos Pandora Papers.

## Corrida presidencial hondurenha de 2021
Asfura foi escolhido como o candidato presidencial de 2021 pelo partido em exercício, o Partido Nacional.  As pesquisas mostram uma disputa acirrada entre Asfura e a oponente de esquerda Xiomara Castro, líder da Frente Nacional de Resistência Popular e esposa do ex-presidente Manuel Zelaya. Durante toda sua campanha, ele acabou se afastando do Presidente titular no país, Juan Orlando Hernández, acusado por narcotráfico. 
Enquanto os votos estavam sendo contatos na noite do dia da eleição, tanto Asfura quanto sua adversária se autodeclararam vitoriosos na noite da eleição. 2 dias depois, Asfura admitiu a sua derrota para Castro , anunciou em um comunicado que se reuniu com Castro e sua família para parabenizá-la pela vitória

## Vida pessoal
Asfura nasceu de palestinos que imigraram para a América Central durante o conflito árabe-israelense na década de 1940. Estudou engenharia civil, embora não tenha concluído sua graduação. Iniciou a carreira como empresário da construção civil, antes de trabalhar no setor público nos anos 1990.